# بوجيمة
بوجيمة إحدى بلديات دائرة ماكودة التابعة لولاية تيزي وزو.

## مواضيع ذات صلة
- بلديات ولاية تيزي وزو
- دوائر ولاية تيزي وزو